# 테리테역
테리테역(프랑스어: Gare de Territet)은 스위스 보주의 몽트뢰 지자체 내의 테리테 지역에 있는 기차역이다. 스위스 연방 철도의 표준궤 심플론선의 중간 정류장이다. 역은 테리테-글리옹 케이블카 철도의 계곡 역 건너편에 있다.

## 운행편
2021년 12월 시간표 변경에 따라 다음 서비스는 테리테에서 정차한다.
- RER 보 S5 : 그랑송과 베 (주중) 또는 에이글 (주말) 사이의 시간당 운행; 에이글에서 생모리스까지 제한된 서비스.